# Dark Earth (jeu de rôle)
Pour les articles homonymes, voir Dark Earth.
 (mai 2017).
Dark Earth est un jeu de rôle sur table de science-fiction post-apocalyptique publié par la maison d'édition française Multisim en 1997.  L'univers développé par Multisim fut d'abord décliné en un jeu vidéo publié par la société Kalisto Entertainment en 1997. À la suite du succès rencontré par le jeu, la transposition en jeu de rôle a été décidée.

## Synopsis
L'action du jeu se déroule sur la Terre, 300 ans après une chute de météorite survenue en 2054. Ce bombardement a laissé la surface de la Terre dévastée et a soulevé un nuage de poussière noire qui empêche la lumière du soleil d'arriver jusqu'au sol ; cette nuit perpétuelle que connaît la Terre lui vaut son nouveau nom de Sombre-Terre. Du fait du Noir-nuage, l'écologie a été radicalement modifiée et la survie dans cet univers est extrêmement difficile.
Toutefois, le Noir-nuage présente quelques larges trous d'origine mystérieuse, sous lesquels le soleil apparaît quelques heures par jour ; naturellement, les humains s'y sont rassemblés et y ont bâti des cités, appelées Stallites. Hors des Stallites, dans l'Obscur, les rares humains qui parviennent à occuper des refuges naturels tels que cavernes ou ruines de l'Avant (nom donné à l'ère pré-cataclysmique) sont nommés Adaptés, car ils sont généralement, tout comme les animaux, affectés dans leur chair et leur esprit par leur environnement ; ils sont par ailleurs en lutte permanente avec des créatures corrompues, ténébreuses et violentes, issues de l'Obscur. Les distances entre Stallites se comptant en mois de marche au sein d'un environnement cauchemardesque, rares sont les intrépides Marcheurs qui alimentent un fragile réseau de communication et d'échanges entre certains Stallites, mais ce réseau tend peu à peu à se développer et se consolider.
Au fur et à mesure des scénarios, les joueurs et leurs personnages pourront découvrir l'existence de groupes occultes et antagonistes servant des puissances mystérieuses, et pourront éventuellement les rejoindre pour prendre part à la sauvegarde de l'humanité, des Stallites et peut-être de la Terre elle-même.

## Système de jeu
Le système de jeu de Dark Earth est relativement simple.
Les personnages sont définis par deux ensembles de traits : Ceux qui sont communs aux humains et aux bêtes, d'une part, et ceux qui sont spécifiques aux humains d'autre part. Les premiers sont regroupés en huit Caractéristiques nommées Agilité, Force, Hargne, Mouvement, Prestance, Résistance, Sens et Trempe ; chacune de ces Caractéristiques est affinée par trois Talents, comme pour l'Agilité : Camoufler, Esquiver et Sauter. Le second ensemble de traits compte cinq Connaissances appelées Arts martiaux, Communication, Érudition, Survie et Technique, chacune étant, là encore, déclinée en un nombre plus ou moins grand de compétences, par exemple pour Arts martiaux, une Compétence par type d'arme. Sur la base de ces traits sont calculés des attributs secondaires tels que la Vie, l'Énergie et l'Encombrement.
Pour déterminer si une action entreprise par un personnage est réussie, on fait la somme d'un Talent (ou d'une Compétence) adapté à la situation et de sa Caractéristique associée (ou sa Connaissance). On lance alors un nombre de dés à six faces égal à cette somme. On compte 1 Succès pour chaque « 4 » ou « 5 » apparaissant, et 2 "Succès" pour chaque « 6 ». Le nombre de Succès obtenu est comparé à un seuil de réussite prédéterminé par le meneur de jeu, seuil d'autant plus élevé que l'action lui semble difficile, chaque Succès supplémentaire améliorant les résultats de l'action. Divers mécanismes (Modificateurs, entraide, usage d'Énergie, etc.) viennent compléter ce principe pour gérer la plupart des situations usuelles et ainsi former une base de mécanique.
Cette base est déclinée en sous-systèmes gérant de façon détaillée le Combat (notamment un système de paris basé sur la répartition des dés entre Initiative, Attaque et Défense, et sur un ensemble de Coups Spéciaux), la Santé (en particulier la gestion de la douleur, les agressions liées à l'environnement, le stress et une gestion différenciée de chaque danger mortel), la Survie (prise en compte des particularités de chaque Milieu de l'Obscur, gestion du matériel de survie) et les Contacts (centraux dans les scénarios urbains). Ceci n'en fait pas un système simulationniste, mais un système qui se veut précis et qui cherche à faire de chaque situation narrative un enjeu ludique spécifique.

## Les manuels et suppléments parus pourDark Earth

### Les suppléments de la première édition
- Dark Earth est la boîte de base du jeu, et comprend quatre livrets, deux cartes et un cédérom :
  - Le Livret d'Introduction contient une nouvelle, une présentation du jeu vidéo, une présentation de la gamme et un index général de la boîte;
  - Le livret Les Conquérants de la Lumière présente les archétypes de personnages, le système de jeu et une liste d'équipement;
  - Le livret Les Périls de Sombre-Terre décrit l'univers de jeu sous les angles historiques, géographiques et mystiques, et propose 4 scénarios complets ainsi que des amorces;
  - Le livret Phénice, le Stallite Immortel décrit la géographie, les quartiers, les habitants, la culture et les enjeux de Phénice, le plus grand Stallite de Sombre-Terre, situé sur les flancs de l'actuel Etna;
  - La carte Phénice détaille Phénice sous la forme d'un plan complet avec un index des lieux;
  - La carte Sombre-Terre donne un aperçu de Sombre-Terre sous la forme d'un planisphère avec indications toponymiques et géographiques;
  - Le cédérom Dark Earth contient des images et des dessins conceptuels issus du jeu vidéo.

- Le Plateau de Silice décrit la région environnant Phénice (l'ancienne Sicile), contient 3 scénarios et est accompagné d'un écran 4 volets.

- Les Marcheurs décrit les dangers des expéditions dans l'Obscur, les coutumes des Marcheurs qui s'y aventurent et contient un scénario.

- La Croisade de la Ville-Mouvement est une campagne en 10 scénarios qui emmène les personnages dans une croisade militaire au loin de Phénice afin de sauver deux Stallites menacés par les forces de l'Obscur, Istan et Nople (situés sur l'actuelle Istanbul).

- Les Pyramides de Nâh décrit la géographie, les quartiers, les habitants, la culture et les enjeux de Nâh, le 3e plus grand Stallite de Sombre-Terre, situé sur l'ancien site des pyramides de Gizeh.

- Les Carnets de l'Obscur présente, milieu par milieu (montagnes, marais, ruines, etc.), trois lieux (amical, neutre, hostile) utilisables par le meneur de jeu pour mettre en scène des voyages dans l'Obscur.

- Artefacts détaille, Caste par Caste, un catalogue d'équipement typique et/ou technologiquement avancé.

- Les Initiés décrit l'histoire, les motivations, l'organisation et les pouvoirs des suivants des forces de la lumière.

- Shankr décrit l'histoire, les motivations, l'organisation et les pouvoirs des suivants des forces des ténèbres, et contient deux scénarios.

### Les suppléments de la seconde édition
- Dark Earth, Deuxième Édition est le livre de base de la seconde époque du jeu. Cette époque se situe 10 ans après celle évoquée dans la boîte de base et 2 ans après les événements décrits dans l'un des deux scénarios contenus dans le supplément Shankr.
  - Contexte: Cette époque est désignée comme l'« Ère du Contact », une période où les rencontres, les échanges et les découvertes prennent une ampleur inouïe, notamment à cause de certaines révolutions technologiques (imprimerie, dirigeables, machines à vapeur, etc.) et métaphysiques (révélation de certains enjeux mystiques, remise en question des fondements politiques des Stallites, essor de nouveaux modes de pensées, etc.), qui brouillent toutes les certitudes sur la dichotomie entre Stallites et Obscur, et sur la différence entre Bien et Mal;
  - Contenu: Le livre contient une BD d'introduction, une mise à jour du système de jeu, une description complète et mise à jour de l'univers, la description du Stallite d'Okhaen, et un scénario.

- L'Écran est une version mise à jour et plastifiée de celui qui accompagnait le supplément Le Plateau de Silice;

- La Vapeur détaille l'état de la technologie à l'« Ère du Contact », élargit et précise le concept de « Voie de l'Homme » par la description des principales Compagnies, décrit en détail le Stallite de Drön, haut lieu de progrès, situé près de l'actuelle Genève, et propose deux scénarios;

- Les Éclaireurs de Gaia est une campagne en 5 actes révélant de nombreuses zones d'ombre subsistant autour de « Gaïa » et mêlant les personnages aux problématiques de cette « Voie »; les textes sont également l'occasion de mettre à jour les informations concernant les Stallites de Phénice (actuellement l'Etna), Istan et Nople (actuelle Istanbul), et de décrire plus en détail la région allant de ces deux derniers Stallites au Cratère d'Aral (actuelle Mer d'Aral).

- Les Secrets de l'Obscur présente, pour chacune des 4 « Voies », plusieurs lieux (17 en tout) exposant, détaillant et développant les problématiques de la « Voie » concernée, chaque lieu permettant de mettre en scène plusieurs scénarios s'y déroulant ou s'y rapportant;

- L'Avant livre tous les secrets restant en suspens concernant la période pré-cataclysmique, fait un point exhaustif sur les vestiges de l'Avant, les Survivants et les Antéquaires, et propose un scénario.